# Alde Gott (Winzergenossenschaft)
Die Alde Gott Winzer Schwarzwald eG wurde 1948 in Sasbachwalden in der Ortenau gegründet und gehört zur Weinbauregion Baden. Heute gehören ihr 380 Winzer an, die 266 Hektar Reben bewirtschaften. Geleitet wird die Alde Gott Winzer eG von Geschäftsführer Günter Lehmann, verantwortlich für die Weinbereitung ist Kellermeister Michael Huber.
Im Jahr 1970 wurde die Winzergenossenschaft mit der Alde Gott Edelbrände Schwarzwald eG erweitert zu der 329 Mitglieder angehören.

## Weine
Die meistangebaute Rebsorte der Alde Gott ist der Blaue Spätburgunder, der etwa 55 % der Rebfläche bestockt. Die restliche Flächen gehören zu den weißen Rebsorten Grauburgunder, Riesling und Müller-Thurgau. Kleinere Parzellen sind mit Weißburgunder, Sauvignon Blanc, Scheurebe und Gewürztraminer bestockt. Die Reben wachsen auf Granitverwitterungsböden, welche in deutschen Weinbaugebieten eher seltener vorkommen. Insgesamt präsentieren sich Weißweine vom Granit feiner und finessenreicher, während die roten Granitweine meist früher zugänglich sind und zudem ein gutes Reifepotential haben. Die gesamte Jahresproduktion liegt bei einem Durchschnittsertrag von 60 Liter/Ar und einer Erntemenge von rund 1,8 Millionen Liter Wein. Alle Weintrauben werden in sechs verschiedenen Orten angebaut, die gesamt der Großlage Alde Gott angehören. Die Lagerkapazität der Alde Gott Winzer Schwarzwald eG liegt bei 5 Mio. Litern (davon 4 Mio. Liter in Holzfässern und Edelstahltanks).

## Edelbrände
Die Früchte für die Edelbrände gedeihen in der Umgebung rund um Sasbachwalden. Nach alter Tradition wird das heimische Obst, das zum Teil auch aus Wildsammlungen besteht, von den Bauern in ihren kleinen Hausbrennereien destilliert. Die ältesten Brennrechte gehen bis ins 18. Jahrhundert zurück. In der Genossenschaft werden die Edelbrände während der mehrjährigen Lagerzeit veredelt und zur höchsten Reife geführt. Je nach Verarbeitung, Reifezeit und Lagerung entstehen milde oder kräftige Spirituosen. Dann werden die Edelbände abgefüllt, ausgestattet und vermarktet. Die meisten Edelbrände liegen im Bereich zwischen 38 und 42 % Alkohol. Umgerechnet auf 100 % Alkohol werden jährlich ca. 180.000 Liter reiner Alkohol vermarktet. Neben den Klassikern wie Kirschwasser (macht alleine schon ca. 40 % aus), Zwetschgenwasser, Williams-Christ-Birnenbrand oder Topinambur gibt es auch ausgefallenere Brände. Besondere Spezialitäten der Alde Gott Edelbrände Schwarzwald eG sind z. B. im Holzfass gereifte Brände, Wildkirsche, Wildpflaume (auch Zibärtl genannt) oder auch Whisky und Eierlikör.

## Geschichte

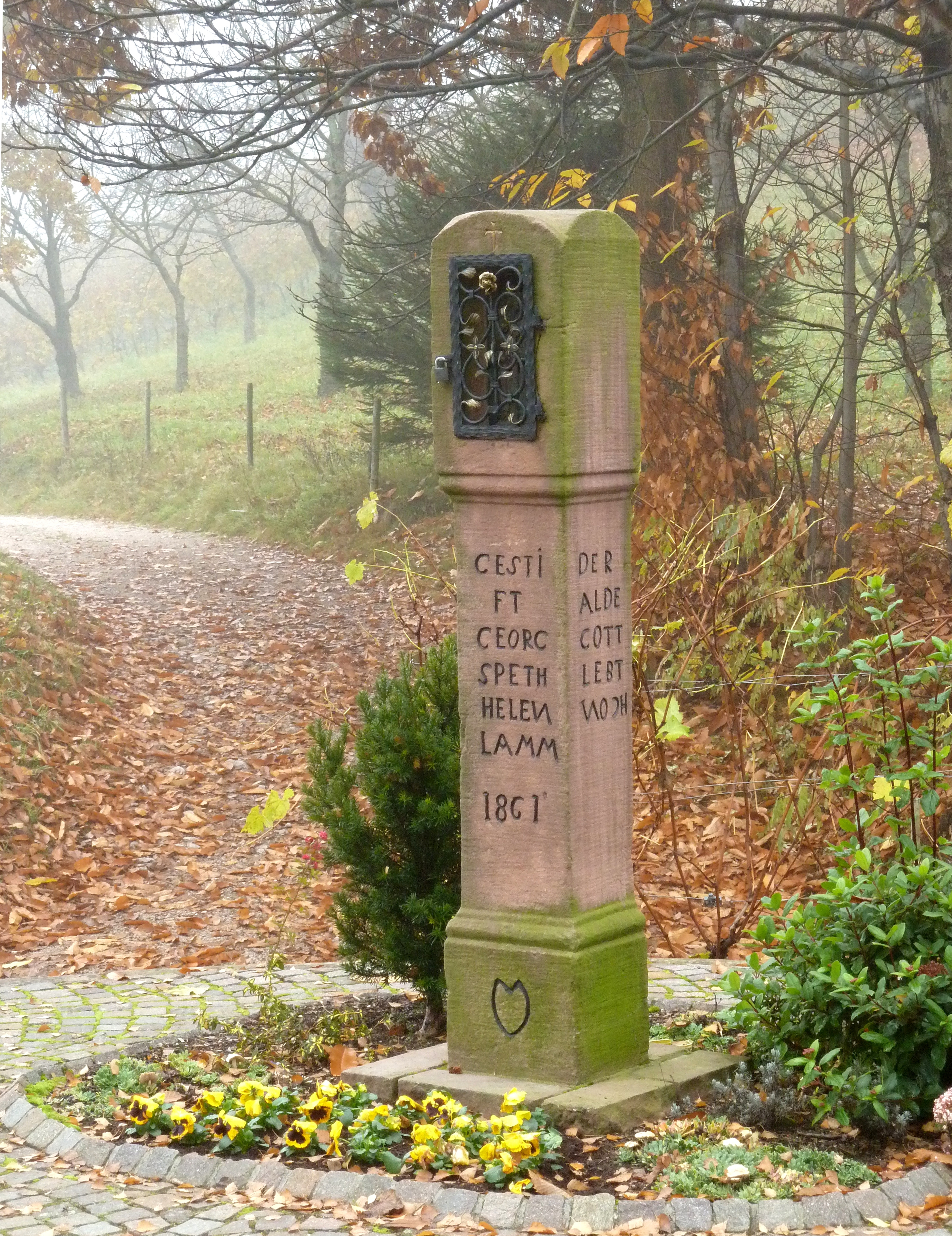
Alde-Gott-Bildstock

„Der alde Gott lebt noch!“ Dieser erlösende Ausruf eines Mannes am Ende des Dreißigjährigen Krieges beim Anblick eines weiteren Überlebenden, hat dieser Weinbergslage ihren Namen gegeben. Heute erinnert ein weinumrankter steinerner Bildstock zwischen Sasbachwalden und Obersasbach an diese Begebenheit. Weinbau wurde allerdings in dieser Gegend schon früher betrieben. Urkundlich nachgewiesen ist dies durch die Verleihung der Weingerechtigkeit im Jahre 1601.

## Auszeichnungen und Prämierungen
- Im „Vinum Weinguide Deutschland 2023“ wird die Alde Gott Winzer Schwarzwald eG mit 2 Sternen ausgezeichnet[5]
- Im „falstaff Weinguide Deutschland 2023“ wird die Alde Gott Winzer Schwarzwald eG mit 2 Sternen ausgezeichnet[6]
- Die Zeitschrift „Der Feinschmecker“ wählte 2011 die Alde Gott Winzer eG zum wiederholten Mal in den Kreis der besten Weingüter Deutschlands[7]
- Im „GaultMillau WeinGuide 2011“ zählte die Alde Gott Winzer eG wiederum zu den empfohlenen Betrieben im Anbaugebiet Baden[8]
- Der Badische Weinbauverband zeichnete in der Kategorie „Frühlings- und Sommerweine“ drei Weine mit einer Goldmedaille aus[9]
- Das Staatsministerium Baden-Württemberg wählte beim „Artvinum“-Weinaward den 2009er Riesling Spätlese trocken auf den 2. Platz[10]
- Bei der AWC Vienna 2010 wurden 3 Weine mit Gold und 6 mit Silber ausgezeichnet[11]
- Der DLG Weinguide 2011 wählte die Alde Gott Winzer eG erneut zu den Top 100 Weinbaubetrieben in Deutschland[12]